# Дудук
Дудук (jерменски: դուդուկ IPA: [duˈduk]) је  двоструки дрвени дувачки музички инструмент направљен од дрвета кајсије, сличан кларинету. Дудук је карактеристичан за Јерменију, иако се варијације дудука налазе и у другим регионима Кавказа и Блиског истока, укључујући Азербејџан, Грузију, Русију и Турску. Уобичајено се свира у паровима: док први музичар свира основну мелодију, пратилац производи стабилан и континуиран звук, па два инструмента заједно ствара богату и опуштајућу мелодију.
Унеско је јерменски дудук и његову музику, 2008. године уписао су на листу нематеријалног културног наслеђа човечанства.